# 阿塔 (面粉)

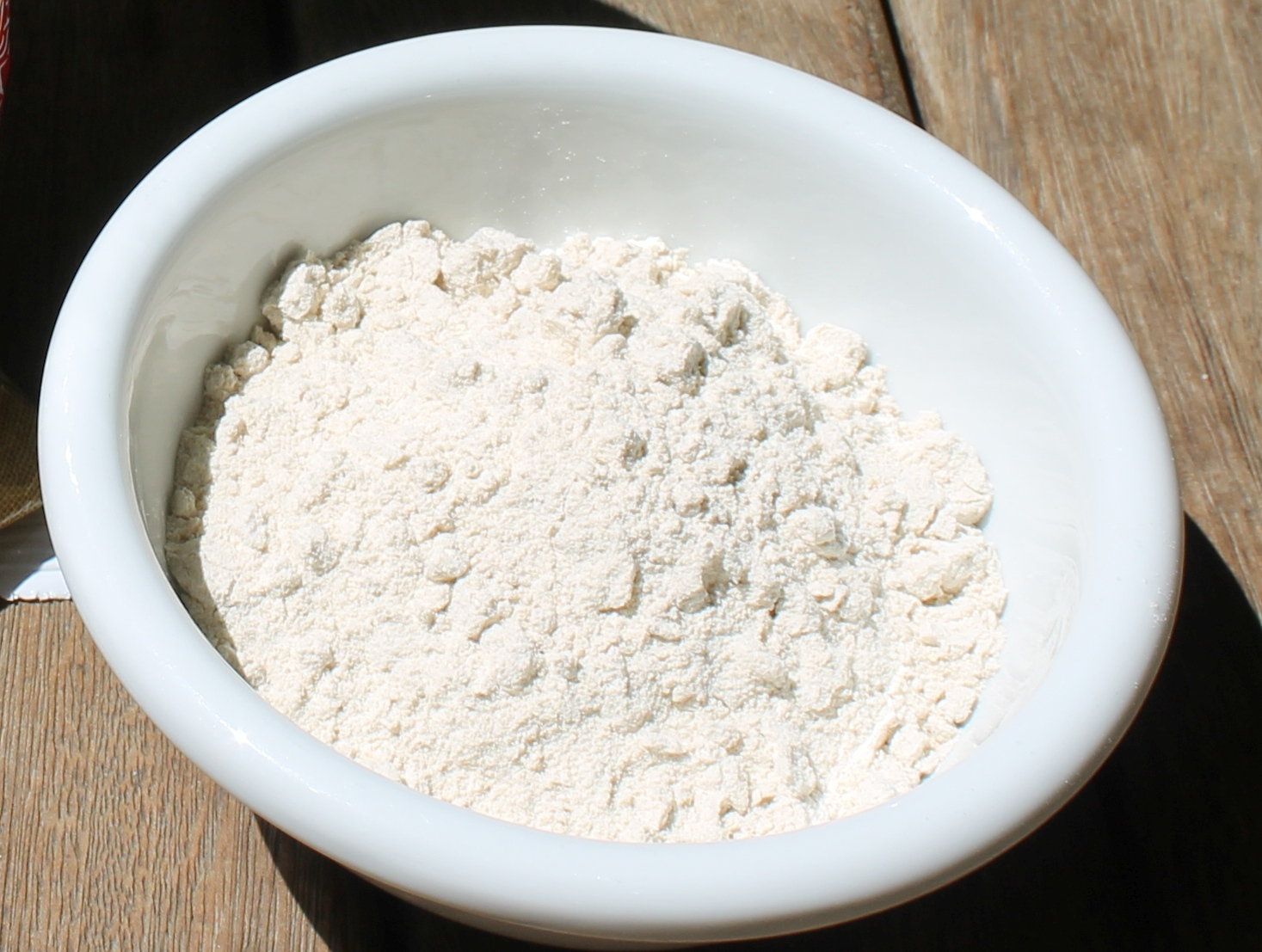
阿塔麵粉

阿塔是一種全麥麵粉，原產於印度次大陸，用於製作麵餅，如烤餅、煎饼、馕、脆餅等等，是印度次大陸最普遍的麵粉。

## 特性
阿塔面粉一般以普通小麦为原料，麸质含量很高，令阿塔制品有较好弹性。因此阿塔面粉制成的面团颇为柔韧，可以卷成薄片
。
传统上南亚人在家中石磨制作面粉，若以馕坑制作，面饼因吸收更多水分而会更加柔软。

## 图集

擀面
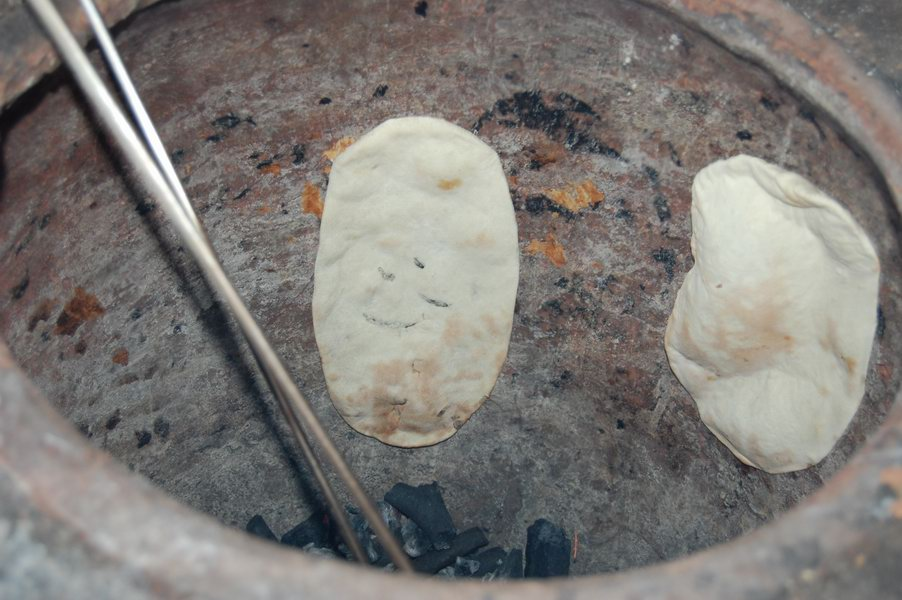
馕坑中的Roti（英语：Roti）
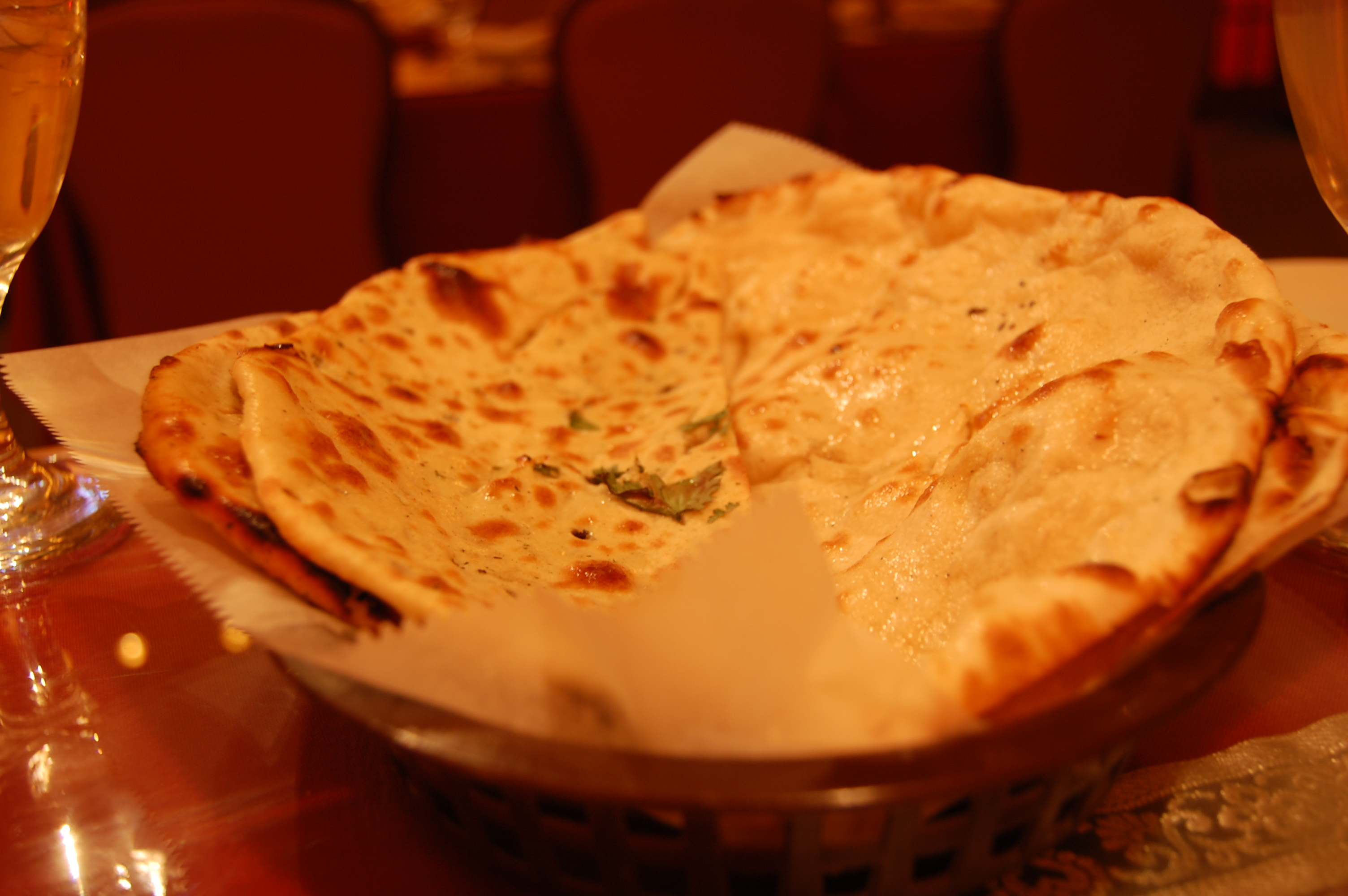
Paratha
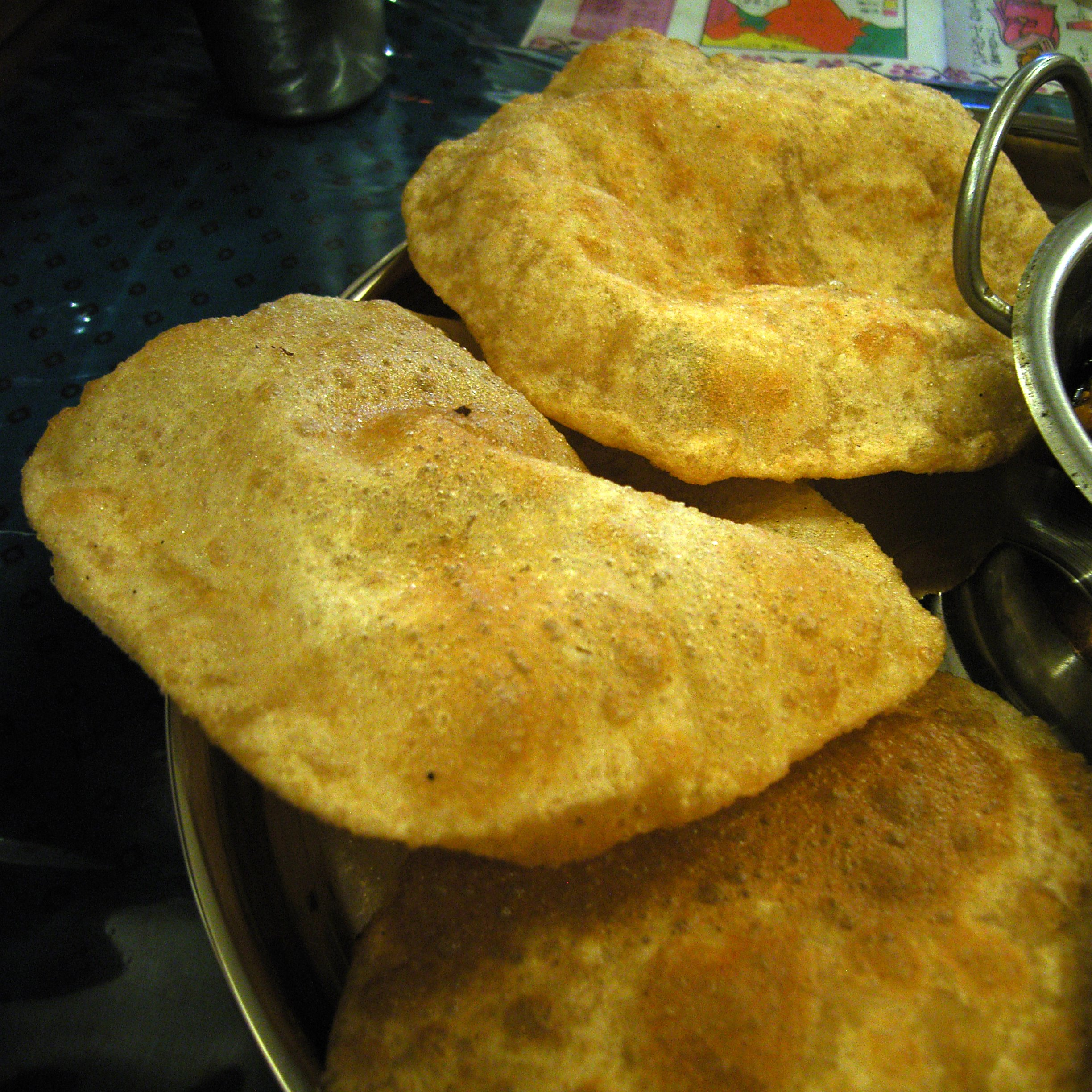
Puri
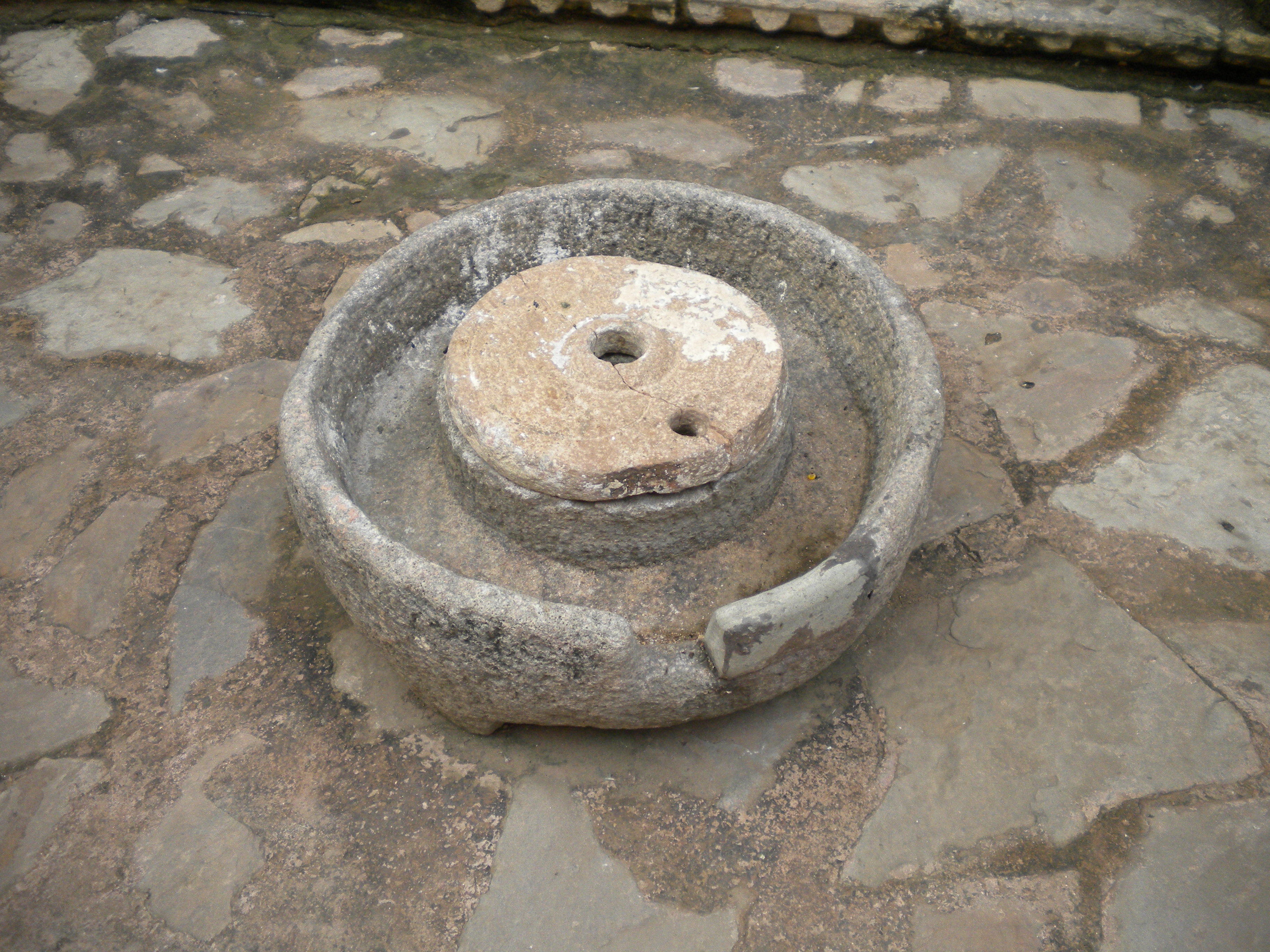
用来磨制阿塔粉的石磨
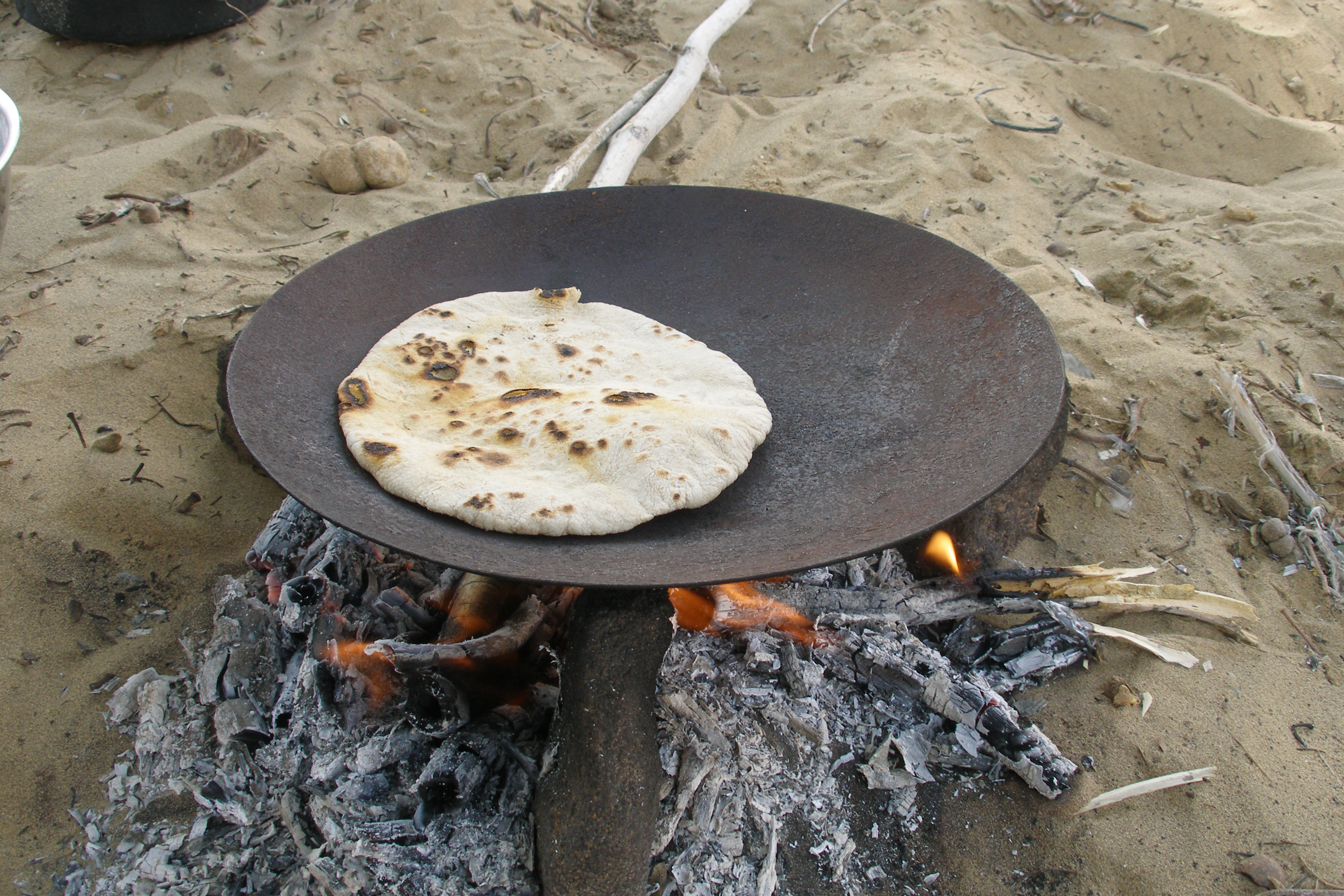
Chapati